# توماس فرنسيس ماكليستر
توماس فرنسيس ماكليستر (بالإنجليزية: Thomas Francis McAllister)‏ هو قاضي أمريكي، ولد في 4 مارس 1896، وتوفي في 10 نوفمبر 1976.